# Ol'ha Lelejko
Ol'ha Lelejko (in ucraino Ольга Лелейко?; 21 luglio 1977) è una schermitrice ucraina.

## Biografia
Ha conquistato una medaglia di bronzo nella gara di fioretto individuale nei campionati europei di scherma di Gand del 2007.

## Palmarès
In carriera ha conseguito i seguenti risultati:
- Europei di scherma

Gand 2007: bronzo nel fioretto individuale.